# Anabela
Anabela Braz Pires (Almada, ciudad cercana a Lisboa, 22 de septiembre de 1976) más conocida por su nombre de pila, Anabela es una cantante y actriz de teatro musical portuguesa.

## Infancia y comienzos
Anabela nació en Almada, Portugal, una ciudad cercana a Lisboa situada junto al río Tajo. Comenzó a cantar profesionalmente con 8 años, participando en varios festivales infantiles. En 1989, con 12 años, venció en la Grande Noite do Fado. Aquel año, representó a Portugal en el Festival Musical de UNICEF, realizado en los Países Bajos, donde quedó en segundo lugar
En 1991, participó en el Festival Internacional de la Canción de Sopot, representando a su país con la canción "Brother". Después de eso, lanzó sus primeros álbumes, Anabela y Encanto, en 1991 y 1992.

## Carrera musical

### Eurovisión
En 1993 con 16 años entra en el Festival RTP de la canción, venciendo. El 15 de mayo, representa a Portugal en el Festival de la Canción de Eurovisión 1993, en Millstreet, Irlanda; con la misma canción que cantó en el festival de RTP, "A cidade (até ser dia)". Terminó en décima posición, con 60 puntos. Representa a Portugal en el Festival OTI 1993 con la canción "Onde estás?", empatando en tercer lugar junto a la representación de Brasil.
Participará en el Festival RTP da Canção de 2018 con el tema Para te dar abrigo, compuesto por Fernando Tordo.

### Debut en el teatro musical y consolidación
Su cuarto álbum fue lanzado en 1996,Primeiras Águas. En aquel año participó en el musical infantil de Filipe La Féria Jasmim ou o Sonho do Cinema. En 1999, Anabela trabaja con La Féria de nuevo, estrenando el musical Koko. Lanza un nuevo álbum llamado Origens.
En 2000, grabó cuatro canciones con el músico gallego Carlos Núñez, para el álbum Mayo Longo; además de participar en la gira promocional. Volvió a Portugal en 2002, interpretando a protagonista Eliza Doolittle en la producción lisboeta de My Fair Lady.
En 2005, lanzó su primer disco en seis años,Aether, interpretando poemas de poetas portugueses como Florbela Espanca, Fernando Pessoa, Manuel Alegre y José Carlos Ary dos Santos.Lanzó además una versión del álbum en español para Resistencia Records.
Al año siguiente, Anabela y la cantante Lúcia Moniz cantarán en Música no Coração, producción portuguesa de The Sound of Music, en el Teatro Politeama de Lisboa.
En 2008 actuó como María Magdalena en la versión portuguesa de Jesucristo Superstar. Durante el mes de agosto del mismo año, el musical fue representado en Portimão en el Algarve.
A finales de ese mismo año, participó en un musical de La Feria, Amor Sem Barreiras, la versión portuguesa de West Side Story. Anabela representa a Anita, una joven y sensual mujer. En junio de 2010 lanza otro disco, llamado Nós.

## Discografía
- Anabela (CD, Ovação, 1991)
- Encanto (CD, Ovação, 1992)
- A cidade, até ser dia (CD, Discossete, 1993)
- Primeiras Águas (CD, Movieplay, 1996)
- Origens (CD, Movieplay, 1999)
- Aether (CD, Elec3city, 2005)
- Encontro (CD, Zona Música, 2006) (Dúo con Carlos Guilherme)
- Nós (CD, iPlay, 2010)
- Casa Alegre (2015)

## Filmografía
- 1992: Passa por Mim no Rossio [obra de teatro emitida en televisión]
- 1992: Grande Noite [obra de teatro emitida en televisión]
- 1992-93: Cinzas (como Susana) [telenovela]
- 1995: Cabaret [obra de teatro emitida en televisión]
- 1996: Todos ao Palco [obra de teatro emitida en televisión]
- 1996: Jasmim: O Sonho do Cinema [obra de teatro emitida en televisión]
- 1996: Saudades do Futuro [película para TV]
- 2000: Alves dos Reis, um Seu Criado (como Laurinda) [serie de televisión]
- 2004: My Fair Lady (como Elisa Doolittle) [obra de teatro emitida en televisión]
- 2008: A Canção de Lisboa, o Musical [obra de teatro emitida en televisión]
- 2013: Dancin' Days [telenovela]
- 2013-15: Os Nossos Dias (como Tatiana Rodrigues) [telenovela]
- 2015: Táxis d'Os Nossos Dias (como Tatiana Rodrigues) [obra de teatro emitida en televisión]